# Mihail Sturdza
Mihail Sturdza (Iași, c. 1794-París, 1884) fue un político moldavo, príncipe de Moldavia entre 1834 y 1849.

## Biografía
Nacido en Iași en 1794 o 1795, era hijo de Grigore Sturdza. Ocupó varias funciones públicas bajo Callimachi y Mihail Suţu, hasta que bajo la administración de Kisselef fue nombrado ministro de Finanzas de Moldavia. Llamado a formar parte de la comisión encargada de redactar el Regulamentul Organic, acudió a San Petersburgo en 1830, junto con Vilara en representación de Muntenia, para presentar la nueva Constitución al zar. En 1834, gracias al apoyo de Rusia, fue nombrado príncipe de Moldavia y gobernó hasta 1849, cuando, tras el tratado Balta-Liman, el trono fue confiado a su nieto Grigore Ghica. Retirado a París, permaneció allí hasta su fallecimiento el 8 de mayo de 1884, dejando una considerable fortuna cuyo reparto dio lugar a un gran juicio entre sus hijos, en un proceso que se trabó tanto en Francia como en Rumanía.